# Koviksudde och Skeviksstrand
Koviksudde och Skeviksstrand est une localité de Suède dans la commune de Värmdö située dans le comté de Stockholm.
Sa population était de 322 habitants en 2019.